# حماد أبو ربيعة
حماد أبو ربيعة (بالعبرية: חמאד אבו רביעה) هو عضو كنيست من عرب 48 ولد عام 1929 في قرية كسيفه تلقى تعليمه في بئر السبع قبل النكبة ومن ثم اكمل تعليمه في الخليل. وهو أول بدوي عضو في الكنيست.
كان عضو كنيست في الدورتين الثامنة 1973 والتاسعة 1977 اغتيل عام 1981 بعد خلاف على التناوب بينه وبين جبر معدي الذي ادعى انه اتفق مع حماد على التناوب في الكنيست إذ انه حسب الاتفاق كان من المفروض ان يشغل حماد سنتين ومن ثم يستقيل ليكمل جبر معدي السنتين الباقيتين حتى نهاية الدورة الانتخابيه الاسرائليلة التي تعقد كل اربع سنين.